# Pasikonik (film 1972)
Pasikonik (ros. Зелёный кузнечик) – radziecki krótkometrażowy film animowany z 1972 roku w reżyserii Rasy Strautmane. Scenariusz napisali Galina Diemykina i Gieorgij Ball. Przygody Pasikonika, żyjącego w miasteczku o nazwie Żur-Żur. 

## Obsada (głosy)
- Jewgienij Wiesnik

## Animatorzy
Leonid Kajukow, Siergiej Diożkin, Marina Rogowa, Iwan Dawydow, Tatjana Pomierancewa, Walentin Kusznieriew